# 平安レイサービス
平安レイサービス株式会社（へいあんレイサービス、Heian Ceremony Service Co., Ltd.）は、冠婚葬祭サービスを行う企業。

## 概要
葬祭ホール湘和会堂などの事業を行っている。創業以来神奈川県を拠点として事業を行っていたが、2004年（平成16年）には東京都町田市に湘和会堂町田を開設した。

## 沿革
- 1969年（昭和44年） 株式会社雅裳苑設立。
- 1999年（平成11年） 株式会社湘和を合併し現社名に改称。
- 2002年（平成14年） ジャスダック市場に上場。